# Vladimir Kuzin
Vladimir Semjonovitj Kuzin (ryska: Владимир Семёнович Кузин), född 15 juli 1930 i Lampozjnja (Ryssland, nära Archangelsk), död 5 oktober 2007, var en sovjetisk längdåkare. Han tävlade under 1950-talet. Hans största merit är ett olympiskt guld på 4 x 10 km i Cortina d'Ampezzo 1956 och dubbla guld under VM i Falun 1954.
Vid VM-tävlingarna i Falun 1954, som var det första internationella skidmästerskap med sovjetiska längdåkare, blev Kuzin den mest framgångsrike manlige tävlanden. Tvåa i hans båda guldlopp blev Veikko Hakulinen. Kuzin erövrade även ett VM-silver, som del av Sovjetunionens stafettlandslag vid VM 1954.